# Strumigenys mixta
Strumigenys mixta är en myrart som beskrevs av Brown 1953. Strumigenys mixta ingår i släktet Strumigenys och familjen myror. Inga underarter finns listade i Catalogue of Life.